# Nati nel 1929/Marzo
| Questa pagina contiene informazioni ricavate automaticamente dalle voci biografiche con l'ausilio del template Bio e di un bot. L'aggiornamento è periodico e automatico e ricostruisce completamente la pagina. Se manca una persona in questa lista, sei pregato di non aggiungerla, ma accertati piuttosto che la sua voce biografica contenga il template Bio e che i dati anagrafici siano correttamente compilati. Se il template Bio manca, inseriscilo tu stesso o, in alternativa, metti l'avviso {{tmp\|Bio}} che ne segnala la mancanza. Se i dati riportati sono sbagliati, correggi direttamente la voce biografica; le modifiche saranno visibili in questa lista entro pochi giorni. Per chiarimenti vedi il progetto biografie. La lista contiene solo le 199 persone che sono citate nell'enciclopedia e per le quali è stato implementato correttamente il template Bio. Pagina aggiornata al 18 ago 2025. |

- 1º marzo - Claude Bremond, saggista e semiologo francese († 2021)
- 1º marzo - Tullio Contiero, presbitero italiano († 2006)
- 1º marzo - Ismaël Aït Djafer, poeta algerino († 1995)
- 1º marzo - Peter Feigl, austriaco
- 1º marzo - Angelo Frontoni, fotografo italiano († 2002)
- 1º marzo - Luigi Granelli, politico italiano († 1999)
- 1º marzo - Maurice Kanbar, imprenditore e inventore statunitense († 2022)
- 1º marzo - Georgi Markov, scrittore bulgaro († 1978)
- 1º marzo - Nico Naldini, scrittore e poeta italiano († 2020)
- 1º marzo - Renato Paracchi, attore italiano († 2015)
- 1º marzo - János Simon, cestista ungherese († 2010)
- 1º marzo - José Luiz Santos de Azevedo, cestista brasiliano († 1986)
- 2 marzo - Robert Orel Dean, militare e ufologo statunitense († 2018)
- 2 marzo - Franco Delli Colli, direttore della fotografia italiano († 2004)
- 2 marzo - Jean-Marie Drot, scrittore francese († 2015)
- 2 marzo - Donald Gosling, ammiraglio britannico († 2019)
- 2 marzo - Sossio Pezzullo, politico italiano († 2012)
- 2 marzo - Cesare Viazzi, giornalista italiano († 2012)
- 3 marzo - Mithat Bayrak, lottatore turco († 2014)
- 3 marzo - Tatiana Casini Morigi, montatrice italiana († 2015)
- 3 marzo - Luciano Chiti, ciclista su strada italiano († 2015)
- 3 marzo - Elio Ciol, fotografo italiano
- 3 marzo - Nikos Mamangakis, compositore greco († 2013)
- 3 marzo - Robert Nagy, tenore statunitense († 2008)
- 4 marzo - Luigi Cagni, assiriologo e ebraista italiano († 1998)
- 4 marzo - Claude Colette, ciclista su strada belga († 1990)
- 4 marzo - Columba Domínguez, attrice messicana († 2014)
- 4 marzo - Emanuele Giacoia, giornalista, telecronista sportivo e conduttore televisivo italiano († 2022)
- 4 marzo - Rudolf Guyer, architetto svizzero
- 4 marzo - Bernard Haitink, direttore d'orchestra olandese († 2021)
- 4 marzo - Harold Hassall, calciatore e allenatore di calcio inglese († 2015)
- 4 marzo - Wolfgang Hollegha, pittore austriaco († 2023)
- 4 marzo - Lek Pervizi, pittore, scrittore e poeta albanese
- 4 marzo - Abdul Rehman, atleta pakistano
- 4 marzo - Jurij Sedov, calciatore sovietico († 1995)
- 5 marzo - Erik Carlsson, pilota automobilistico svedese († 2015)
- 5 marzo - Poul Dalsager, politico danese († 2001)
- 5 marzo - Leszek Kamiński, cestista polacco († 2012)
- 5 marzo - J. B. Lenoir, chitarrista statunitense († 1967)
- 5 marzo - Marcel Mauron, calciatore svizzero († 2022)
- 5 marzo - Erdoğan Partener, cestista turco († 1995)
- 5 marzo - Takao Saitō, direttore della fotografia giapponese († 2014)
- 5 marzo - Sylvia Stahlman, soprano statunitense († 1998)
- 6 marzo - Nicolas Bouvier, scrittore e giornalista svizzero († 1998)
- 6 marzo - Nancy Chaffee, tennista statunitense († 2002)
- 6 marzo - Hilary Evans, giornalista e saggista britannico († 2011)
- 6 marzo - Tom Foley, politico statunitense († 2013)
- 6 marzo - Ho Dam, politico nordcoreano († 1991)
- 6 marzo - Fazil' Abdulovič Iskander, scrittore russo († 2016)
- 6 marzo - Günter Kunert, scrittore e poeta tedesco († 2019)
- 7 marzo - Yvonne Chouteau, ballerina statunitense († 2016)
- 7 marzo - Robert Lemaître, calciatore francese († 2019)
- 7 marzo - Marion Marlowe, attrice statunitense († 2012)
- 8 marzo - Hebe Camargo, conduttrice televisiva, attrice e cantante brasiliana († 2012)
- 8 marzo - Daryl Duke, regista, produttore televisivo e montatore canadese († 2006)
- 8 marzo - Elaine Edwards, politica statunitense († 2018)
- 8 marzo - Joseph Hardy, regista teatrale statunitense († 2024)
- 8 marzo - Peter Hünermann, teologo e presbitero tedesco
- 8 marzo - Valerio Pilon, pittore, scultore e incisore italiano († 2020)
- 8 marzo - Nicodemo Scarfo, mafioso statunitense († 2017)
- 9 marzo - Desmond Hoyte, politico guyanese († 2002)
- 9 marzo - Walter Monfrinotti, hockeista su pista italiano († 1997)
- 9 marzo - Lucien Morisse, produttore discografico francese († 1970)
- 9 marzo - Zillur Rahman, politico bangladese († 2013)
- 9 marzo - Dario Seratoni, calciatore italiano († 2012)
- 9 marzo - Marilyn Silverstone, fotoreporter inglese († 1999)
- 10 marzo - Arthur Barnard, ostacolista statunitense († 2018)
- 10 marzo - Alberto Fontanesi, calciatore italiano († 2016)
- 10 marzo - Piero Gheddo, missionario, giornalista e scrittore italiano († 2017)
- 10 marzo - Alice Hirson, attrice statunitense († 2025)
- 10 marzo - Boris Nikolov, pugile bulgaro († 2017)
- 11 marzo - Al'bert Azarjan, ginnasta sovietico († 2023)
- 11 marzo - Derek Benfield, attore e drammaturgo britannico († 2009)
- 11 marzo - George Bălan, filosofo, musicologo e aforista rumeno († 2022)
- 11 marzo - Timothy Carey, attore statunitense († 1994)
- 11 marzo - Mick Clavan, calciatore olandese († 1983)
- 11 marzo - Pino Ferrara, attore e doppiatore italiano († 2011)
- 11 marzo - Leonardo Melandri, politico italiano († 2005)
- 11 marzo - Alfred Tonello, ciclista su strada francese († 1996)
- 11 marzo - Józef Zapędzki, tiratore a segno polacco († 2022)
- 12 marzo - John Eriksson, calciatore e allenatore di calcio svedese († 2020)
- 12 marzo - Grazia Migneco, attrice e doppiatrice italiana († 2023)
- 12 marzo - Francisco Pulgar Vidal, compositore e musicologo peruviano († 2012)
- 13 marzo - Franco Arcalli, sceneggiatore, attore e montatore italiano († 1978)
- 13 marzo - Peter Breck, attore statunitense († 2012)
- 13 marzo - Gert Haucke, attore e scrittore tedesco († 2008)
- 13 marzo - Jan Howard, cantante statunitense († 2020)
- 13 marzo - Giuseppe Iannone, politico italiano
- 13 marzo - Joseph Mascolo, attore statunitense († 2016)
- 13 marzo - Mateja Matevski, poeta, critico letterario e saggista macedone († 2018)
- 13 marzo - Zbigniew Messner, politico, insegnante e economista polacco († 2014)
- 13 marzo - Paek Nam-sun, politico nordcoreano († 2007)
- 13 marzo - Samuel Pisar, avvocato, scrittore e diplomatico statunitense († 2015)
- 13 marzo - Jane Rhodes, mezzosoprano e soprano francese († 2011)
- 13 marzo - Thea Segall, fotografa rumena († 2009)
- 14 marzo - Franco Bile, magistrato italiano († 2022)
- 14 marzo - Nino Borsellino, storico della letteratura, critico letterario e italianista italiano († 2021)
- 14 marzo - Andrea Manna, politico italiano († 2009)
- 15 marzo - Pio Gaddi, judoka e allenatore di judo italiano († 2024)
- 15 marzo - Antonietta Stella, soprano italiano († 2022)
- 16 marzo - Manfred Börner, fisico tedesco († 1996)
- 16 marzo - Peppino Corrias, politico italiano († 2005)
- 16 marzo - Nadja Tiller, attrice austriaca († 2023)
- 17 marzo - Peter Ludwig Berger, sociologo e teologo austriaco († 2017)
- 17 marzo - Giuseppe Cismondi, generale italiano († 2016)
- 17 marzo - Franco Fontana, partigiano italiano († 2024)
- 17 marzo - Carlo Jacono, illustratore e pittore italiano († 2000)
- 17 marzo - Florence Howe, scrittrice e storica statunitense († 2020)
- 17 marzo - Howard Winter, mafioso statunitense († 2020)
- 18 marzo - Giuseppe Belmonte, militare e agente segreto italiano († 1998)
- 18 marzo - Vittorio Bracco, archeologo italiano († 2012)
- 18 marzo - Michele Cavataio, mafioso italiano († 1969)
- 18 marzo - Pamela Green, modella, attrice e editrice britannica († 2010)
- 18 marzo - John Macurdy, basso statunitense († 2020)
- 18 marzo - Ugo Molinari, cantante italiano († 2005)
- 18 marzo - Helmut Sadlowski, calciatore tedesco († 2007)
- 18 marzo - Christa Wolf, scrittrice tedesca († 2011)
- 19 marzo - Harvey Cox, teologo statunitense
- 19 marzo - Luciana Giuntoli Gentilini, farmacista italiana († 2023)
- 19 marzo - Gail Kobe, attrice e produttrice televisiva statunitense († 2013)
- 19 marzo - Athīna Livanou, inglese († 1974)
- 19 marzo - Massimo Mollica, attore italiano († 2013)
- 19 marzo - Jim Phelan, cestista e allenatore di pallacanestro statunitense († 2021)
- 19 marzo - Bill Spivey, cestista statunitense († 1995)
- 20 marzo - George DeCicco, mafioso statunitense († 2014)
- 20 marzo - Renato Dini, ex calciatore italiano
- 20 marzo - Dionisia García, poetessa e scrittrice spagnola
- 20 marzo - Rudi Glöckner, arbitro di calcio tedesco orientale († 1999)
- 20 marzo - Alessandro Roveri, storico italiano († 2020)
- 20 marzo - Willi Sippel, ex calciatore tedesco
- 20 marzo - Shirley Stoler, attrice statunitense († 1999)
- 21 marzo - Gallieno Ferri, fumettista italiano († 2016)
- 21 marzo - Paolo Giaccone, medico italiano († 1982)
- 21 marzo - Angelo Paracucchi, cuoco italiano († 2004)
- 21 marzo - Don Robertson, scrittore statunitense († 1999)
- 21 marzo - Jack Siemon, hockeista su ghiaccio canadese
- 21 marzo - Jimmy Wardhaugh, calciatore scozzese († 1978)
- 22 marzo - Fern Buchner, truccatrice e costumista statunitense († 2016)
- 22 marzo - Sergio Cervato, calciatore e allenatore di calcio italiano († 2005)
- 22 marzo - Mort Drucker, fumettista e illustratore statunitense († 2020)
- 22 marzo - Yayoi Kusama, artista giapponese
- 22 marzo - Guy Pérol, regista, sceneggiatore e produttore cinematografico francese († 2000)
- 22 marzo - P. Ramlee, attore e musicista malese († 1973)
- 22 marzo - Gerhard Siedl, calciatore tedesco († 1998)
- 23 marzo - Roger Bannister, mezzofondista britannico († 2018)
- 23 marzo - James Maxwell, attore e regista teatrale statunitense († 1995)
- 23 marzo - Ken McBride, cestista statunitense († 2005)
- 23 marzo - Raf Montrasio, chitarrista italiano († 2015)
- 23 marzo - Francesco Pintus, magistrato e politico italiano († 2014)
- 23 marzo - Mark Rydell, attore, regista e produttore cinematografico statunitense
- 23 marzo - Mildred Sanders, cestista statunitense († 2024)
- 23 marzo - Ettore Trevisan, allenatore di calcio e calciatore italiano († 2020)
- 23 marzo - Rafaėl' Čimiškjan, sollevatore sovietico († 2022)
- 24 marzo - Luciano Marrucci, presbitero, scrittore e docente italiano († 2015)
- 24 marzo - P'et're Mshvenieradze, pallanuotista sovietico († 2003)
- 25 marzo - Tarcisio Bedini, pittore italiano († 1962)
- 25 marzo - Harris Fawell, politico statunitense († 2021)
- 25 marzo - Jean Schramme, mercenario belga († 1988)
- 25 marzo - Hans Schwarzentruber, ginnasta svizzero († 1982)
- 25 marzo - Cecil Taylor, pianista statunitense († 2018)
- 25 marzo - Allen West, criminale statunitense († 1978)
- 26 marzo - Charles Dumont, cantante e compositore francese († 2024)
- 26 marzo - Stelvio Massi, regista, direttore della fotografia e sceneggiatore italiano († 2004)
- 26 marzo - Natalino Pescarolo, vescovo cattolico italiano († 2015)
- 26 marzo - Edward Sorel, designer, illustratore e animatore statunitense
- 27 marzo - Claire Maurier, attrice francese
- 27 marzo - Salvador Botella, ciclista su strada spagnolo († 2006)
- 27 marzo - Hans Eugster, ginnasta svizzero († 1956)
- 27 marzo - Baruch Mordechai Ezrachi, rabbino israeliano († 2023)
- 27 marzo - Heinrich Mitter, fisico austriaco
- 27 marzo - Anne Ramsey, attrice statunitense († 1988)
- 27 marzo - Vincenzo Vernaschi, politico italiano († 1990)
- 28 marzo - Paul England, pilota automobilistico australiano († 2014)
- 28 marzo - Evgenij Klevcov, ciclista su strada sovietico († 2003)
- 28 marzo - Ferruccio Mosetti, fisico e oceanografo italiano († 1992)
- 28 marzo - John Raphael Quinn, arcivescovo cattolico statunitense († 2017)
- 29 marzo - Kirsten Aschengreen Piacenti, storica dell'arte danese († 2021)
- 29 marzo - Dino Curcio, attore italiano († 1986)
- 29 marzo - Mario Del Treppo, storico italiano († 2024)
- 29 marzo - Utpal Dutt, attore, regista e sceneggiatore indiano († 1993)
- 29 marzo - Renato Fioravanti, calciatore e allenatore di calcio italiano († 2007)
- 29 marzo - Alberto Gianquinto, pittore italiano († 2003)
- 29 marzo - Zdravko Juričko, calciatore jugoslavo († 2012)
- 29 marzo - Givi K'art'ozia, lottatore sovietico († 1998)
- 29 marzo - Richard Lewontin, biologo e genetista statunitense († 2021)
- 29 marzo - Lennart Meri, scrittore, regista e politico estone († 2006)
- 29 marzo - Sulejman Rebac, calciatore e allenatore di calcio jugoslavo († 2006)
- 29 marzo - Carlo Redolfi, ex calciatore italiano
- 29 marzo - Olga Tass-Lemhényi, ginnasta ungherese († 2020)
- 30 marzo - Richard Dysart, attore statunitense († 2015)
- 30 marzo - Peter Kuiper, attore olandese († 2007)
- 30 marzo - Il'ja Pjateckij-Šapiro, matematico israeliano († 2009)
- 30 marzo - István Rózsavölgyi, mezzofondista ungherese († 2012)
- 31 marzo - Antonio Bisaglia, politico italiano († 1984)
- 31 marzo - Don Candy, tennista e allenatore di tennis australiano († 2020)
- 31 marzo - Liz Claiborne, stilista belga († 2007)
- 31 marzo - Dario Mellone, pittore e disegnatore italiano († 2000)
- 31 marzo - Alberto Methol Ferré, filosofo e teologo uruguaiano († 2009)
- 31 marzo - Domenico Rosati, allenatore di calcio e calciatore italiano († 1985)